# Astronauti Spolkové republiky Německo

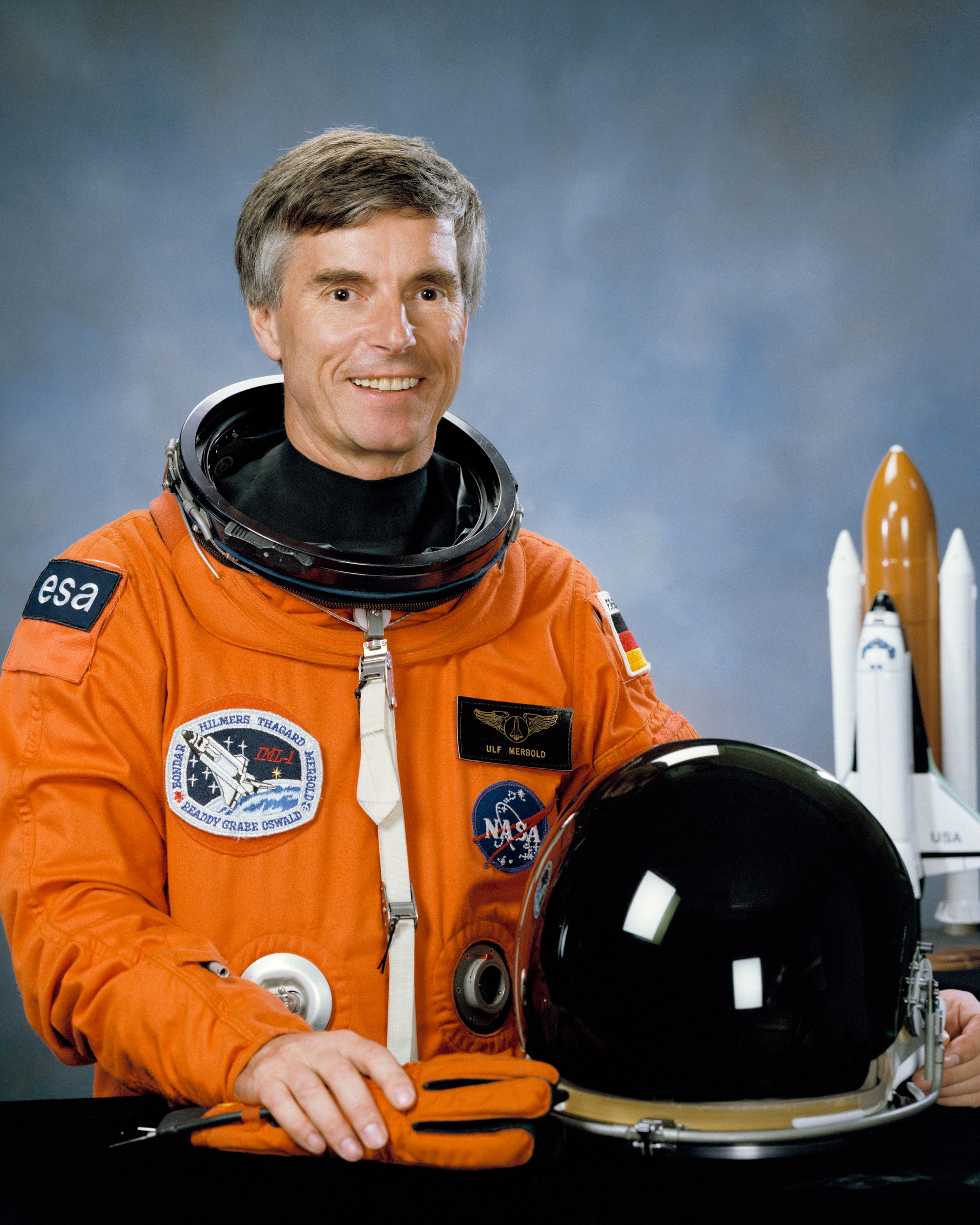
První astronaut NSR byl roku 1978 Ulf Merbold

Astronauti Spolkové republiky Německo jsou členové oddílu astronautů německé kosmické agentury DLR a němečtí astronauti evropské kosmické agentury ESA. Není zde zahrnut kosmonaut NDR Sigmund Jähn, který roku 1978 letěl v rámci programu Interkosmos.

## První astronauti ESA
Myšlenka letů Němce do vesmíru se stala reálnou se vznikem programu letu evropské laboratoře Spacelab na palubě amerického raketoplánu. V roce 1977 zahájila ESA nábor evropských astronautů, 18. května 1978 byla oznámena jména tří úspěšných, Švýcara Claude Nicolliera, Nizozemce Wubba Ockelse a Němce Ulfa Merbolda. V červenci téhož roku všichni tři začali přípravu v Houstonu pro let STS-9. Do kosmu letěl Merbold, Ockels byl náhradníkem. Merbold nakonec absolvoval tři kosmické lety. V listopadu-prosinci 1983 STS-9, v lednu 1992 STS-42 a v říjnu-listopadu 1994 Sojuz TM-20/Mir/Sojuz TM-19.

## Astronauti DLR
Koncem roku 1982 byli pro let v rámci dvoustranného americko-německého programu Spacelab-D1 určeni dva z německých kandidátů předešlého výběru, Reinhard Fürrer a Ernst Messerschmid. Předpokládalo se, že jeden poletí a druhý bude náhradníkem, ale 30. října 1985 odstartovali k letu STS-61-A s laboratoří Spacelab-D1 oba astronauti.
V roce 1986 zahájila DLR výběr dalších astronautů pro program Spacelab-D2 plánovaný na rok 1988. Původně bylo v plánu vybrání šesti astronautů, po katastrofě Challengeru a odložení dalších letů raketoplánu se číslo snížilo na pět. 3. srpna 1987 byla zveřejněna jména pěti členů nově založeného oddílu astronautů DLR, byli jimi Hans Schlegel, Gerhard Thiele, Ulrich Walter, Renate Brümmerová a Heike Walpotová. Vedoucím skupiny byl jmenován Ulf Merbold přeřazený z ESA. v letech 1988 - 1990 prošli noví astronauti všeobecnou přípravou v Německu, první čtyři se od října 1990 přesunuli do Houstonu. Letu STS-55 se nakonec zúčastnili Schlegel a Walter. Schlegel ze do kosmu podíval ještě v únoru 2008 při letu STS-122, který dopravil na ISS modul Columbus. Z této skupiny absolvoval kosmický let ještě Thiele na palubě raketoplánu Endeavour v únoru 2000. Žádná z žen se do vesmíru nedostala.

## Lety na Mir
18. dubna 1990 podepsala DLR s Glavkosmosem dohodu o letu německého kosmonauta na Mir, a protože Němci nechtěli ubírat z kandidátů pro let se Spacelabem-D2, přijala DLR další astronauty. V říjnu 1990 byli z finalistů předcházejícího náboru vybráni Klaus-Dietrich Flade a Reinhold Ewald. První z této dvojice navštívil stanici Mir v březnu 1992, druhý v únoru 1997.

## Oddíl ESA
V roce 1989 začal výběr kandidátů do rozšířeného oddílu astronautů ESA pro lety na amerických, sovětských, ale hlavně evropských lodích. Z programů evropských pilotovaných letů ovšem nakonec zůstalo velmi málo. Raketoplán Hermes byl zrušen, stanice Columbus skončila jako modul ISS.
Předpokládaly se lety Hermesem, proto tentokrát nebyli kandidáti na astronauty vybíráni z inženýrů a vědců, ale i pilotů. Z Německa nakonec zůstalo pět zástupců a to čtyři astronauti DLR Klaus-Dietrich Flade, Hans Schlegel, Gerhard Thiele, Ulrich Walter a vojenský pilot Thomas Reiter.
Do oddílu ESA přišlo celkem šest nováčků, z Německa jediný - Thomas Reiter. Do vesmíru letěl Reiter dvakrát, v obou případech šlo o dlouhodobé pobyty na orbitální stanici. Poprvé v září 1995-únoru 1996 let Sojuz TM-22/Mir, podruhé let STS 121/ISS/STS 116 v červenci-prosinci 2006.
V březnu 1998 bylo rozhodnuto o zrušení národních oddílů astronautů zemí ESA a shromáždění všech aktivních astronautů v jediném oddílu. Také němečtí astronauti postupně přešli od oddílu ESA.

## Přehled astronautů Spolkové republiky Německo
| Jméno                | V oddílu od       | Oddíl                    | Lety                                                                              | Celkem ve vesmíru         | Odchod z oddílu | Poznámky |
| -------------------- | ----------------- | ------------------------ | --------------------------------------------------------------------------------- | ------------------------- | --------------- | -------- |
| Ulf Merbold          | 15. května 1978   | ESA, od 1. září 1987 DLR | STS-9, STS-42, Sojuz TM-20/Mir/TM-19                                              | 49 dní 21 hodin 40 minut  | leden 1995      |          |
| Reinhard Furrer      | 19. prosince 1982 | DLR                      | STS-61-A                                                                          | 7 dní 0 hodin 44 minut    | 1986            |          |
| Ernst Messerschmid   | 19. prosince 1982 | DLR                      | STS-61-A                                                                          | 7 dní 0 hodin 44 minut    | 1986            |          |
| Hans Schlegel        | 3. srpna 1987     | DLR, od srpna 1998 ESA   | STS-55, STS-122/ISS                                                               | 22 dní 18 hodin 2 minuty  | 2011            |          |
| Gerhard Thiele       | 3. srpna 1987     | DLR, od srpna 1998 ESA   | STS-99                                                                            | 11 dní 5 hodin 40 minut   | srpen 2005      |          |
| Ulrich Walter        | 3. srpna 1987     | DLR                      | STS-55                                                                            | 9 dní 23 hodin 40 minut   | 1993            |          |
| Renate Brümmerová    | 3. srpna 1987     | DLR                      | neletěla                                                                          |                           | červen 1993     |          |
| Heike Walpotová      | 3. srpna 1987     | DLR                      | neletěla                                                                          |                           | 1995            |          |
| Klaus-Dietrich Flade | 8. října 1990     | DLR                      | Sojuz TM-14/Mir/TM-13                                                             | 7 dní 21 hodin 57 minut   | 1992            |          |
| Reinhold Ewald       | 8. října 1990     | DLR, od února 1999 ESA   | Sojuz TM-25/Mir/TM-24                                                             | 19 dní 16 hodin 34 minut  | léto 2007       |          |
| Thomas Reiter        | 15. května 1992   | ESA                      | Sojuz TM-22/Mir, 1995-96 Expedice 13/14 (STS-121/ISS/STS-116), 2006               | 350 dní 5 hodin 36 minut  | léto 2007       |          |
| Alexander Gerst      | 20. května 2009   | ESA                      | Expedice 40/41 (Sojuz TMA-13M/ISS), 2014 Expedice 56/57 (Sojuz TMA-13M/ISS), 2018 | 362 dní 1 hodina 50 minut | aktivní         |          |
| Matthias Maurer      | červenec 2015     | ESA                      | Expedice 66/67 (SpaceX Crew-3/ISS) (2021/22)                                      |                           | aktivní         |          |